# 1906-os magyar férfi vízilabda-bajnokság (első osztály)
Az 1906-os magyar férfi vízilabda-bajnokság a harmadik magyar vízilabda-bajnokság volt. A bajnokságban két csapat indult el, melyek egy meccsen döntöttek a bajnoki címről.

## Tabella
| #  | Csapat     | M | Gy | D | V | G+ | G- | P |
| -- | ---------- | - | -- | - | - | -- | -- | - |
| 1. | MUE        | 1 | 1  | 0 | 0 | 3  | 1  | 2 |
| 2. | Balaton UE | 1 | 0  | 0 | 1 | 1  | 3  | 0 |

* M: Mérkőzés Gy: Győzelem D: Döntetlen V: Vereség G+: Dobott gól G-: Kapott gól P: Pont